# 183 Istria
183 Istria este un asteroid din centura principală, descoperit pe 8 februarie 1878, de Johann Palisa.